# Snjegović
Snjegović ili snješko je antropomorfna snježna skulptura. Obično ih rade djeca radujući se dolasku zime i snijegu. U nekim slučajevima, sudionici zimskih festivala rade veliki broj ovih skulptura. Snjegović je kratkog vijeka, te je primjer umjetničke instalacije.

## Povijest
Prvi pisani dokumenti koji svjedoče o postojanju snjegovića potječu iz 16. stoljeća (na primjer kod Shakespearea). Ovaj lik se spominje u dječjim pjesmicama 1770. godine u Leipzigu. Tek početkom 20. stoljeća postaje redovna pojava vezana za proslave pred kraj godine. U nekim zemljama danas se on veže za proslavu Božića, ali najčešće se radi u znak proslave zime, prvog snijega i za zabavu mladih. U dvorištima i parkovima stoji sve dok se ne istopi.

## Izrada
Snjegović se sastoji najčešće od snježnih kugli poredanih jedna na drugu, pri čemu je donja kugla najveća, a gornja je najmanja. Ponekad se snjegović radi tako što se snijeg samo gomila u vis. Kugle za snjegovića se rade tako što se u rukama napravi gruda veličine srednje lopte, a onda se kotrlja po snijegu i tako raste do željene veličine. Da bi snjegović što više podsjećao na čovjeka, ukrašava se na razne načine npr.: kamenčićima i ugljenom koji se često stavljaju za usta i oči, nekad i kao gumbi zamišljenog kaputa, a mrkva najčešće posluži kao nos. U slučaju da mu od snijega nisu napravljene ruke, stavi se metla, motka ili nešto drugo.

## Snjegović diljem svijeta
- U Ujedinjenom Kraljevstvu se snjegović najčešće radi od dvije snježne kugle.
- U SAD-u se uglavnom radi od tri kugle.
- U Litvi se snjegović naziva "čovjek bez mozga" (litv. senis besmegenis ili śnieg senis). Kao znak protesta protiv svoje vlade, u zimi 2005. godine Litvanci su oko svog parlamenta postavili 141 snjegovića, po jednog za svakog parlamentarca.

Titulu najvećega u svijetu dosad, nosi snjegović koji je 2008. napravljen u američkoj saveznoj državi Maine. Bio je visok 37,2 m i nazvan je po senatorici koja je predstavljala Maine u to vrijeme, Olympia Snowe. Prethodno najveći snjegović je bio napravljen u istom mjestu 1999. godine i također u čast ondašnjeg senatora.